# مصنف هوائي

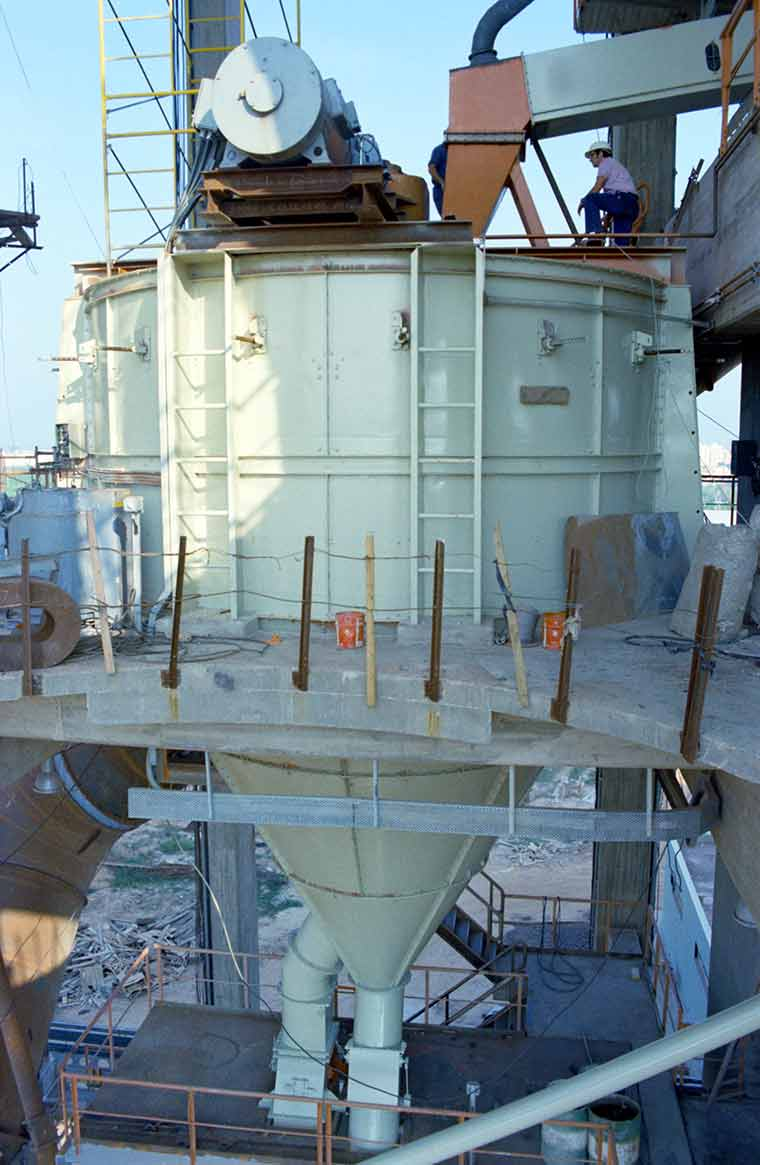
مصنف هوائي

المصنف الهوائي هي آلة صناعية والتي تقوم بفصل المواد عن بعضها البعض من خلال الشكل أو الحجم أو الكثافة.
وتعمل الآلة عن طريق وضع الموادالمرغوب في تصنيفها في حجرة والتي تحتوي علي عامود يجري فيه هواء يرتفع لأعلي بضغط عالي، وفي غرفة العزل تلك تؤثر قوة سحب الهواء بقوة لأعلي علي المواد المراد فصلها والتي تلاشي قوة الجاذبية للمواد المختلفة المُراد فصلها أو تقلل من تلك القوة وترفعها لأعلي ليتم تصنيفها بواسطة الهواء.
وبسبب اعتمادية قوة سحب الهواء علي حجم المواد وشكلها فإن المواد الموجودة في عمود الهواء المتحرك يتم ترتيبها أو تصنيفها رأسيًا حسب حجمها أو وزنها.
مصنفات الهواء تُوجد بكثرة في الكثير من العمليات والإجراءات الصناعية المختلفة حيث الرغبة الكبيرة في فصل كمية وحجم كبير من المواد المختلطة مع بعضها -والتي تختلف مع بعضها البعض في الخواص الفيزيائية لكل منها- بسرعة وبكفاءة مرتفعة.
وهناك مثال معروف ويوجد في مراكز إعادة التدوير حيث الأنواع المختلفة من المعادن و الورق والبلاستيك تصل إلي المركز مختلطة مع بعضها البعض ويكون هناك رغبة ملحة في ترتيبها أو فصلها قبل الشروع في أي عملية إعادة تدوير أخرى.

## للقراءة أكثر عن الموضوع
- Bell Crowe، Patricia؛ Peirce, J. Jeffrey (مارس–أبريل 1988). "Particle Density and Air-Classifier Performance". Journal of Environmental Engineering. ج. 114 ع. 2: 382–399. DOI:10.1061/(ASCE)0733-9372(1988)114:2(382). مؤرشف من الأصل في 2012-02-08.
- Wang، Xiaoyan؛ Ge, Xiaoling؛ Zhao, Xuehua؛ Wang, Zhiwen (أغسطس 1998). "A model for performance of the centrifugal countercurrent air classifier". Powder Technology. ج. 98 ع. 2: 171–176. DOI:10.1016/S0032-5910(98)00040-0.
- Yang، G.؛ Zheng, D.؛ Zhou, J.؛ Zhao, Y.؛ Chen, Q. (أغسطس 2002). "Air classification of moist raw coal in a vibrated fluidized bed". Minerals Engineering. ج. 15 ع. 8: 623–625. DOI:10.1016/S0892-6875(02)00057-2.
- Aghasaryan، Abgar (يونيو 2010). "Classifying the Best Solution". World cement: 77–80. مؤرشف من الأصل في 2018-11-21.